# Tom Ackerley
Thomas Francis Michael Ackerley, detto Tom (Surrey, 13 giugno 1990), è un produttore cinematografico e attore britannico.
Ha cofondato la casa di produzione LuckyChap Entertainment con sua moglie Margot Robbie. Insieme hanno prodotto diversi film e serie televisive, tra cui i film vincitori all'Oscar I, Tonya (2017) e Promising Young Woman (2020).

## Biografia
Ackerley è nato nel giugno 1990 nel Surrey. Ultimo di tre fratelli, è cresciuto a Guildford, in Inghilterra. Ha frequentato il St George's College a Weybridge prima di trasferirsi al Godalming College.
Ackerley ha iniziato la sua carriera cinematografica come comparsa nei primi tre capitoli della saga di Harry Potter. Dopo essersi preso una pausa come attore, Ackerley è tornato nel settore come assistente di produzione per film come Gambit (2012) e Rush (2013). Dal 2012 al 2016, Ackerley ha anche lavorato come aiuto regista in varie serie televisive e film, tra cui Pride, Suite Française, The Two Faces of January (tutti usciti nel 2014) e Macbeth (2015).
Nel 2014, lui e la sua futura moglie Margot Robbie, insieme ai rispettivi amici d'infanzia Sophia Kerr e Josey McNamara, hanno co-fondato la casa di produzione LuckyChap Entertainment. La società ha prodotto film come I, Tonya (2017), Promising Young Woman (2020) e Barbie (2023).

## Vita privata
Ackerley ha incontrato l'attrice australiana Margot Robbie sul set di Suite Française nel 2013; i due hanno iniziato a frequentarsi l'anno successivo. Si sono sposati con una cerimonia privata a Byron Bay, nel Nuovo Galles del Sud, nel dicembre 2016. Dal 2021 vivono a Los Angeles.

## Filmografia
| Year | Title                                    | Role                                   | Notes                        |
| ---- | ---------------------------------------- | -------------------------------------- | ---------------------------- |
| 2001 | Harry Potter e la pietra filosofale      | Studente                               | Comparsa                     |
| 2002 | Harry Potter e la camera dei segreti     | Studente                               | Comparsa                     |
| 2004 | Harry Potter e il prigioniero di Azkaban | Studente                               | Comparsa                     |
| 2011 | The Hour                                 | Aiuto regista                          | 4 episodi                    |
| 2011 | La Talpa (Tinker Tailor Soldier Spy)     | Aiuto regista                          |                              |
| 2011 | Big Fat Gypsy Gangster                   | Aiuto regista                          |                              |
| 2012 | Now Is Good                              | Aiuto regista                          |                              |
| 2012 | Storie in scena                          | 3° assistente alla regia               | Episodio: "King of the Teds" |
| 2012 | Gambit - Una truffa a regola d'arte      | Aiuto regista                          |                              |
| 2013 | In trance                                | Segretario di produzione               |                              |
| 2013 | Rush                                     | Runner                                 |                              |
| 2013 | The Last Days on Mars                    | 3° assistente alla regia               |                              |
| 2013 | The Borderlands                          | 1° aiuto regista                       |                              |
| 2014 | I due volti di gennaio                   | 3° assistente alla regia               |                              |
| 2014 | Da Vinci's Demons                        | 3° assistente alla regia               | 2 episodi                    |
| 2014 | Pride                                    | 3° assistente alla regia               |                              |
| 2014 | Everly                                   | 2° assistente alla regia               |                              |
| 2015 | Suite Française                          | 3° assistente alla regia               |                              |
| 2015 | American Odyssey                         | 3° assistente alla regia               | Materiale ripreso in Marocco |
| 2015 | Yussef is Complicated                    | 3° assistente alla regia               | Cortometraggio               |
| 2015 | Spooks: Il bene supremo                  | 3° assistente alla regia               |                              |
| 2015 | Macbeth                                  | 3° assistente alla regia supplementare |                              |
| 2016 | Grimsby - Attenti a quell'altro          | Assistente alla regia                  |                              |
| 2017 | Tonya                                    | Produttore                             |                              |
| 2018 | Terminal                                 | Produttore                             |                              |
| 2019 | Dreamland                                | Produttore                             |                              |
| 2020 | Una donna promettente                    | Produttore                             |                              |
| 2021 | The Humming of the Beast                 | Produttore                             | Cortometraggio               |
| 2021 | Maid                                     | Produttore esecutivo                   | Serie televisiva             |
| 2022 | Mike                                     | Produttore esecutivo                   | Miniserie televisiva         |
| 2023 | Barbie                                   | Produttore                             |                              |
| 2023 | Lo strangolatore di Boston               | Produttore                             |                              |
| 2023 | Saltburn                                 | Produttore esecutivo                   |                              |
| TBA  | Borderline                               | Produttore                             |                              |
| TBA  | Big Thunder Mountain Railroad            | Produttore                             |                              |